# KV61
KV61是埃及帝王谷內一座未被使用的墓穴，在1910年1月由哈羅德·瓊斯發現。墓室位于竖井底部，布局不规则。KV61似乎不曾被使用也未裝潢過，故其主人身分不明。

## 發現和清理
在發現KV61後，瓊斯因發現豎井、入口完好而滿懷希望。他在進入墓室後，發現室內充滿被浸了水的碎石。瓊斯希望能在墓中找到墓主的蛛絲馬跡，但一無所獲。
另一位挖掘者艾哈迈德（Ahmed）認為KV61未被盜墓，而是在古時曾被清理。但瓊斯認為此處並未被使用，甚至可能尚未完工。尼可拉斯·里夫斯認同瓊斯的觀點，他認為此處不曾被使用過，因為被拆除的墓穴不太會被徹底清理，入口也不會被仔細封閉。入口很可能被採石工人封閉，以待那不曾出現的墓主下葬。

### 再次清理
巴塞尔大学帝王谷計畫小組在2017-18年間再次進入KV61清理，此處自1980年代底比斯測繪計畫進入以來便堆滿了現代垃圾。他們此前數年於地表探勘時，在KV61發現了被認為是世上最古老的日晷之一。
小組確認此墓未完工也未被使用，墓頂低且狀況不佳。其入口遠低於現代地面，讓其可能受到洪水影響。在清理豎井周遭準備建造防洪的矮牆時，小組發現了受潮的陶片與第十九王朝的工人小屋遺跡。

## 書籍
- Siliotti, Alberto. . Cairo: Amer Univ in Cairo Press. 2002. ISBN 978-977-424-718-7.

## 外部連結
- 底比斯地图計畫：KV61